# Melanie Papalia
Melanie Papalia (ur. 11 lipca 1984 w Vancouver) − kanadyjska aktorka filmowa i telewizyjna, znana z ról w filmach The Den (2013), Smiley (2012), Extraterrestrial (2014) oraz American Pie: Księga miłości (2009) i Super Hybrid (2010). Występowała także jako Pippa Venturi w serialu Szach-mat.